# Station Września Wąskotorowa
Station Września Wąskotorowa is een spoorwegstation in de Poolse plaats Września.